# Trachypithecus barbei
Trachypithecus barbei (Лутунг Тенассерім) — вид приматів з роду Trachypithecus родини мавпові.

## Опис
Хутро трохи світлішого кольору на спині, чорне і сіре на животі. Кінцівки темні. Обличчя сіре з невеликим фіолетовим відтінком, є білі кола навколо очей.

## Поширення
Країни проживання: М'янма; Таїланд.

## Стиль життя
Про спосіб життя нічого не відомо. Ймовірно, вони, як і інші Trachypithecus денні й деревні, що живуть разом в групах і харчуються листям та іншими частинами рослин.

## Загрози та охорона
Полювання, ймовірно, представляє загрозу для цього виду, як і втрата середовища існування через сільське господарство. Однак пряма інформація не доступна. Цей вид знаходиться в Додатку II СІТЕС.